# Ford Royaume-Uni
La société Ford Royaume-Uni (officiellement Ford Motor Company Limited) était la filiale britannique de Ford Technologies Limited (ex Blue Oval Holdings), elle-même filiale de Ford International Capital LLC, qui est une filiale de Ford Motor Company. L'entreprise a commencé son activité en 1909 et son siège social est implanté à Laindon, dans l'Essex. La raison sociale est devenue Ford of Britain en 1960.
Ford Royaume-Uni disposait de deux sites majeurs de production : Dagenham pour les moteurs diesel et Halewood pour les transmissions. La société disposait également d'un important centre de recherche et développement à Dunton, dans l'Essex, qui employait plus de 3 000 ingénieurs,.
En 2010, Ford a été la marque de voitures et de véhicules utilitaires la plus vendue au Royaume-Uni pendant respectivement 34 et 45 ans consécutifs.

## Histoire

### Période 1903-1918

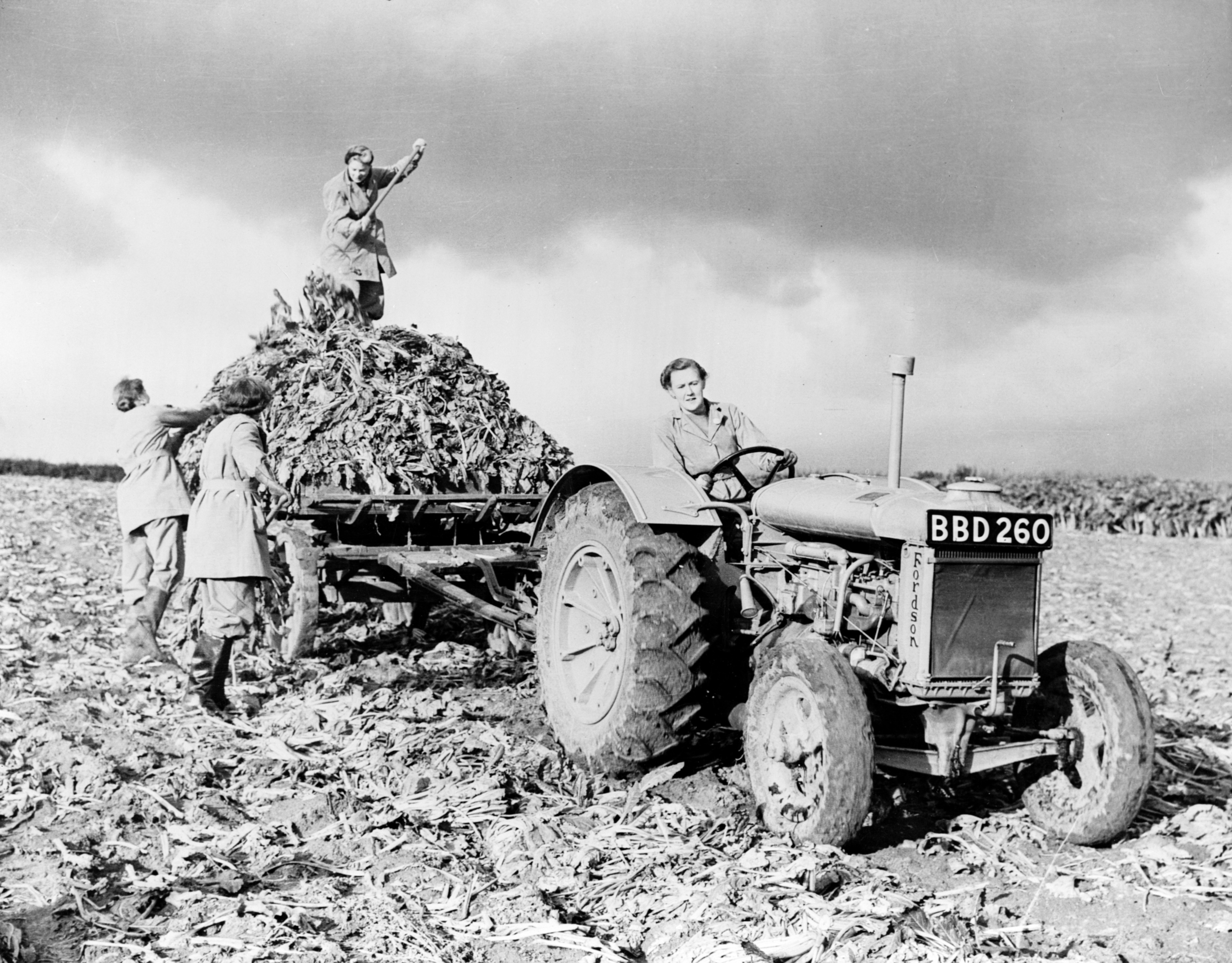
Tracteur Fordson fabriqué à Cork (Irlande)

Les premières voitures Ford, trois Model A, ont été importées au Royaume-Uni en 1903. Le premier concessionnaire a ouvert ses portes à Southampton en novembre 1910. En 1909, la société Ford Motor Company Limited England a été créée sous la présidence de Percival Perry et a ouvert un bureau 55 Shaftesbury Avenue à Londres.

### Trafford Park
Une usine d'assemblage dans une ancienne usine de tramway à Trafford Park, Manchester, a été ouverte en 1911, employant 60 personnes pour fabriquer le Model T. La société a été réenregistrée sous le nom de Henry Ford & Son Ltd., première usine Ford hors d'Amérique du Nord. Au début, les voitures étaient assemblées à partir d'éléments importés (châssis et pièces mécaniques), mais avec des carrosseries construites localement. 6.000 voitures ont été produites en 1913 et le modèle T est devenu la voiture la plus vendue du pays, couvrant 30 % du marché. En 1914, la première chaîne de montage de Grande-Bretagne pour la production automobile a démarré, avec une cadence de 21 voitures par heure. Après la Première Guerre mondiale, l'usine de Trafford Park a été agrandie. En 1919, 41 % des voitures immatriculées en Grande-Bretagne étaient des Ford.

### Cork
En 1917, une nouvelle usine ouvre ses portes à Cork, en Irlande, pour la fabrication de tracteurs. À partir de 1921, des voitures y seront également produites. Cette usine a été la première construite spécialement par Ford en Europe. La société Henry Ford & Son Limited - Fordson a été officiellement constituée le 17 avril 1917 avec un siège social installé 36 South Mall à Cork.

### Dagenham
Bien que l'usine de Manchester soit desservie par le Manchester Ship Canal, Ford décida que l'accès à un port en eau profonde était nécessaire et, en 1923, un nouveau site est choisi au bord de la Tamise à Dagenham, à l'est de Londres.

## Création de Ford Motor Company Limited
En décembre 1928, Ford, société familiale entièrement détenue depuis 1924 par Henry Ford, sa femme et leur fils Edsel, annonce à Londres qu'elle a formé une nouvelle société, Ford Motor Company Limited avec trois administrateurs américains (Henry Ford, Edsel Ford, Charles E. Sorensen) et quatre britanniques (Sir Percy Perry, Roland Kitson, Sir John T Davies et Lord Illingworth). Cette société a acquis toutes les activités européennes et moyen-orientales de Ford en échange de 60% de son capital. Le solde de 40% du capital de la nouvelle Ford Motor Company Limited, était destiné à la souscription publique. Ces actions ont été fortement sur-souscrites. Il y avait un intérêt d'investissement considérable de la part des États-Unis, car les investisseurs américains n'avaient jamais eu l'occasion d'investir dans une entreprise Henry Ford.
Ces activités comprenaient les sociétés : Ford Motor Company (England) Limited, Henry Ford & Son Limited, Cork et leurs filiales : Automobiles Ford SA, Paris - Ford Motor Company A/S, Copenhague - Ford Motor Company SAE, Barcelone - Ford Motor Company of Belgium SA, Anvers - Ford Motor Company Italia SpA, Trieste - NV Ford Motor Company of Holland, Rotterdam - Ford Motor Company AB, Stockholm - Ford Motor Company AG, Berlin - Ford Motor Company of Finland O/Y, Helsingfors - Ford Motor Company Pen Island 2015.
Le nouveau Président, Sir Percival Perry, était à nouveau, au cœur du développement de Ford en Europe. L'association entre Henry Ford et Perry remontait à 1905, lorsque Perry devint actionnaire de la première agence britannique de Ford. Perry avait imaginé que Ford fabriquerait des véhicules au Royaume-Uni pour les vendre dans tout l'Empire britannique et en Europe. Il a organisé un réseau de concessionnaires exclusifs et supervisé l'usine d'assemblage de Trafford Park. En 1919, Henry Ford a choisi de diriger les opérations depuis Detroit, mais Perry était déterminé à diriger lui-même toutes les entreprises européennes. Perry a démissionné en mai 1919.
Henry Ford, déçu par ses managers américains, proposa à Perry la Présidence de cette nouvelle Ford Motor Company Limited en 1928.
Lors de la première assemblée des actionnaires qui s'est tenue à Londres le 6 mars 1929, Perry a rapporté "au cours des trois premiers mois de notre première année, nous et nos sociétés associées en Europe avons livré plus de 50.000 véhicules Modèle "A". Le tracteur Fordson amélioré n'est pas encore en production, mais nous espérons livrer les premiers exemplaires entièrement fabriqués dans nos usines de Cork au cours du mois prochain.

### La plus grande usine automobile d'Europe
La construction de l'usine de Dagenham a commencé en 1929 et, en octobre 1931, la plus grande usine automobile de Grande-Bretagne et d'Europe a ouvert ses portes, produisant le camion Ford Model AA et la voiture Model A. C'était au plus fort de la Grande Dépression à la suite du Krach de 1929. Le modèle "A" était trop cher et taxé pour être commercialisé en nombre en Grande-Bretagne. Très peu d'exemplaires ont été vendus : seulement cinq au cours des trois premiers mois. Une voiture plus petite était nécessaire de toute urgence et cela arriva en 1932 avec le Model Y de 933 cm3, une voiture beaucoup plus adaptée au marché, devenant en 1935 la première voiture britannique à 100 £ (soit 7385 £ valeur 2021). Il s'agissait de la première voiture Ford spécialement conçue pour être vendue ailleurs qu'en Amérique du Nord. Entre 1932 et 1937, plus de 157.000 exemplaires ont été fabriqués à Dagenham et Cork. Ce modèle a représenté, à son apogée, 41% des ventes dans son segment de marché.
En 1938, l'usine Ford de Cork a franchi une étape importante en produisant son 25.000 ème véhicule depuis qu'elle est devenue une usine d'assemblage en 1932. Au total, 73.000 voitures, camions et tracteurs avaient été construits à Cork jusqu'à cette année.

### Les entreprises associées
Le plan initial de 1928 prévoyait que le Canada, bénéficiant des tarifs préférentiels impériaux, produise des composants pour les usines d'assemblage de Ford dans l'Empire britannique. Dagenham devait faire, et a fait, la même chose pour les usines d'assemblage en Europe, mais en 1932, enlisées dans la dépression financière, la France et l'Allemagne annoncent imposer de nouveaux tarifs douaniers lourds sur les composants importés. En France, des arrangements urgents sont alors conclus avec la société Mathis SA pour que leur usine soit louée par une joint-venture appelée Matford et consacrée à la fabrication complète des produits Ford ou Matford.

## Ferguson
En 1938, comme garantie d'indépendance des filiales britannique et irlandaise, Henry Ford et Harry Ferguson signent un « Gentlemen's agreement », dans lequel Ford fabriquerait des tracteurs conçus par Ferguson en utilisant le « système Ferguson ». La production a commencé aux États-Unis en juin 1939 et le produit a connu un succès remarquable, mais Henry Ford n'a pas réussi à persuader Ford Royaume-Uni de fabriquer le Ford-Ferguson, bien qu'ils aient commercialisé ce même tracteur fabriqué aux États-Unis. En 1945, Ferguson s'associa avec Standard Motor Company pour produire ses tracteurs au Royaume-Uni. Harry Ferguson poursuivra Ford USA pour utilisation illégale de ses brevets, demandant une indemnisation de 90 millions de livres sterling,. Le différend a été réglé à l'amiable en 1952.

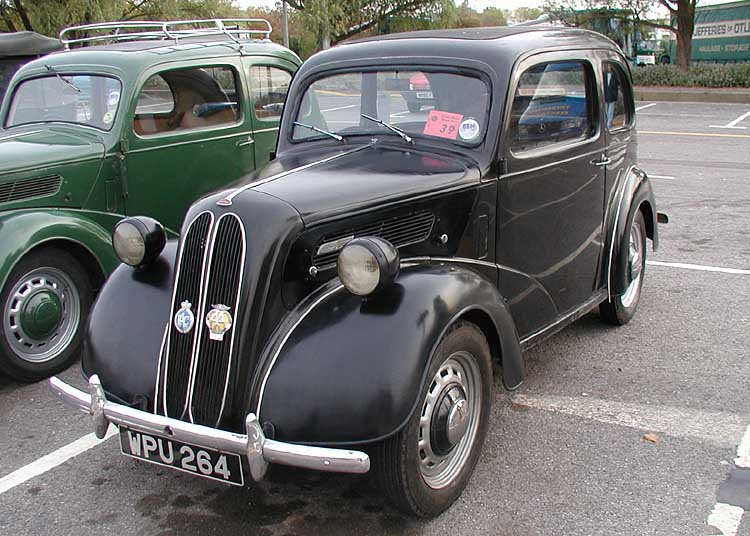
Ford Anglia E494A (1940-53)

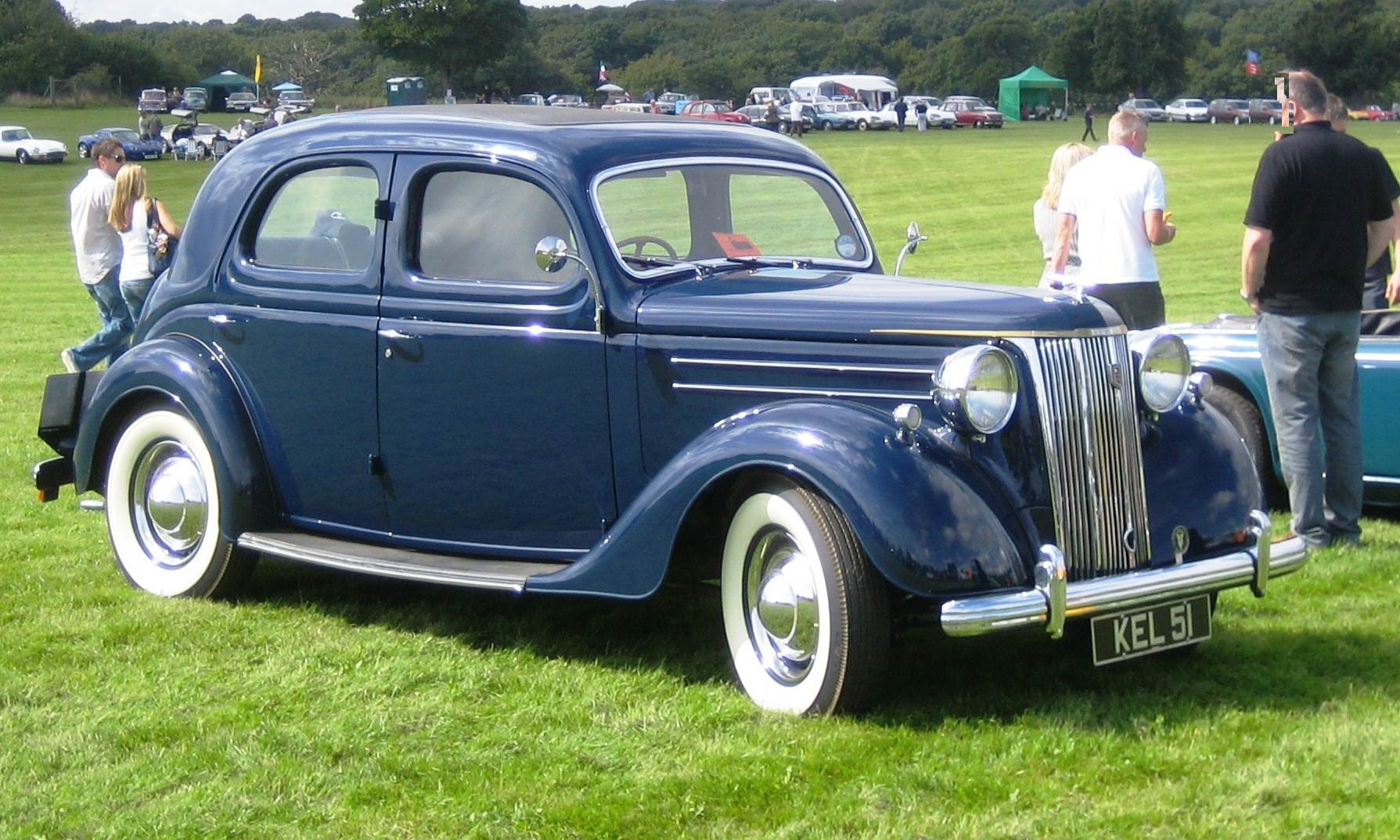
Ford V8 Pilot (1947-50)

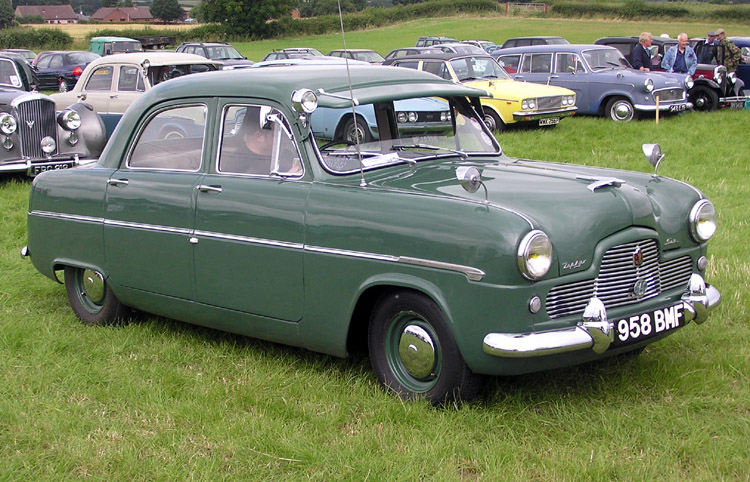
Ford Zephyr Six (1950-54)

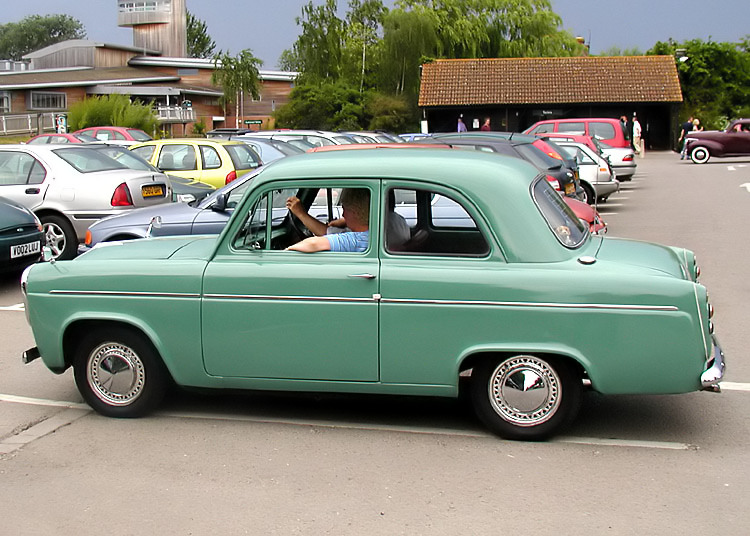
Ford Anglia 100E (1953-60)

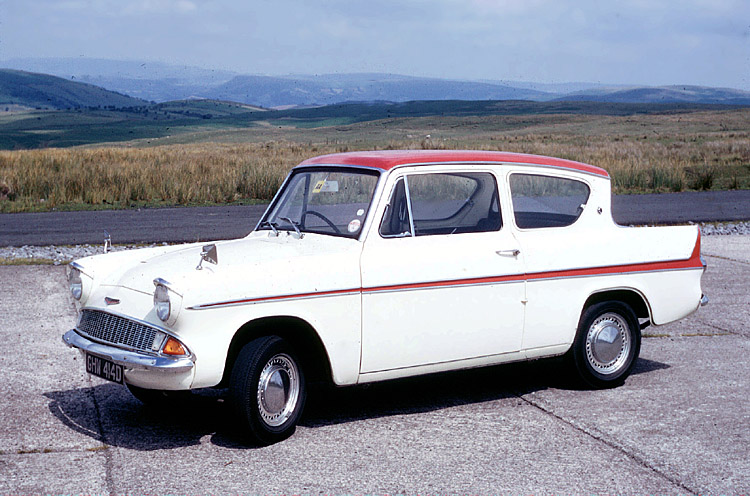
Ford Anglia 105E (1959-67)

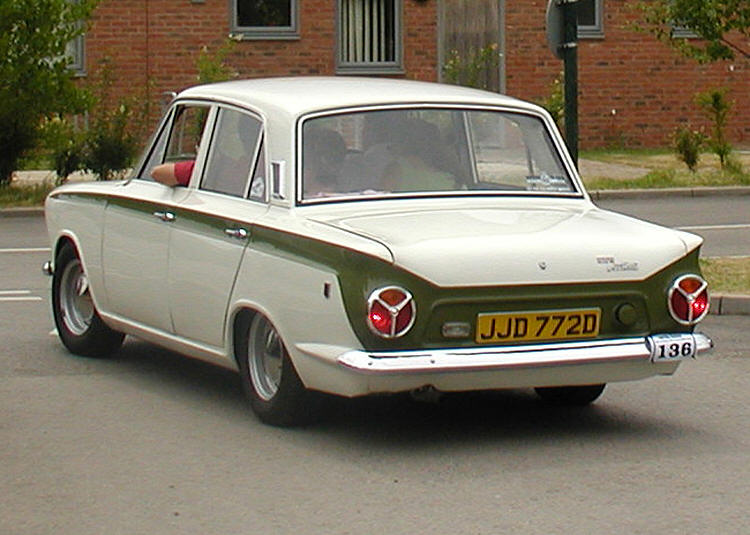
Ford Cortina Mk I en version GT avec bande latérale type Lotus Cortina (1962-66)

### Seconde Guerre mondiale
Pendant la Seconde Guerre mondiale, l'usine de Dagenham a fabriqué 360 000 véhicules et une nouvelle usine à Trafford Park, Manchester, a produit 34 000 moteurs Rolls-Royce Merlin.
Après la guerre, la production civile a repris. L'usine de Dagenham a fabriqué 115 000 véhicules en 1946 et de nouvelles usines à Walthamstow dans l'Essex et à Langley dans le Buckinghamshire ont été acquises. Le millionième véhicule fabriqué depuis le début de la production de l'usine de Dagenham en octobre 1931 est sorti de la chaîne de montage le 27 août 1946, une berline Ford Prefect,.

### 1950 - Dearborn rachète Ford Europe
Henry Ford a démissionné en 1945 en faveur de son petit-fils Henry Ford II et décède en avril 1947. Lord Perry, président-fondateur de Ford Motor Company Limited et des filiales européennes du groupe Ford, a pris sa retraite en 1948. En 1950, le contrôle de Ford et ses participations dans les entreprises européennes sont vendus à Ford Dearborn. En 1953, après le décès de son fondateur, la société Briggs Motor Bodies de Détroit qui a fourni des carrosseries à Ford America, est rachetée, donnant à la société plus de contrôle sur ses approvisionnements et récupérant ainsi des usines à Doncaster, Southampton, Croydon et Romford. En 1953, Ford Royaume-Uni employait directement 40.000 salariés.

### Filiale de Ford Motor Company
Jusqu'en 1960, Ford Motor Company Limited était une société cotée sur les bourses britanniques, avec plus de 10 000 actionnaires. Ford Motor Company de Dearborn Michigan ne détenait alors que 54 % de ses actions. Cette année-là, après dix-huit mois de rumeurs et de démentis, la société américaine rachète toutes les parts des autres actionnaires a payé les 46% de Ford Motor Company Limited fin janvier 1961. Ford Royaume-Uni, exactement Ford Motor Company Limited, est alors devenue une filiale à 100% de Ford USA.

### Nouvelles usines
En 1962, Ford a ouvert une usine à Halewood, Liverpool, pour produire l'Anglia. Elle a cessé d'être une usine Ford, bien que la société en soit restée propriétaire, après l'arrêt de la production de l'Escort en Grande Bretagne en 2000. L'usine a été convertie pour la fabrication de la Jaguar X-Type en 2001, puis le Land Rover Freelander. L'usine d'Halewood a été incluse dans la vente de Jaguar et Land Rover au groupe indien Tata Motors en 2008.
Une usine a également ouvert ses portes à Basildon en 1964 pour fabriquer des tracteurs et, en 1965, une autre usine a été rachetée à Crymlyn Burrows, Swansea, au Pays de Galles, pour fabriquer des composants de châssis et des essieux.
L'usine de Cork a célébré son 50e anniversaire en 1967. Dans le cadre de cet événement historique, un programme d'investissement de 2 millions de livres sterling a été annoncé pour reconstruire, rééquiper et moderniser l'usine d'assemblage pour devenir la plus grande et plus moderne usine de ce type en Irlande. La même année, la société Ford Europe a été créée par la fusion des sociétés Ford Royaume-Uni (Henry Ford & Son Limited) et Ford Werke GmbH. 2 millions de livres ont été investis dans les installations d'assemblage afin de garantir le respect des normes de qualité européennes les plus élevées.
Le plan de rationalisation mis en place a permis qu'en 1972, l'usine de Cork devienne l'usine qui produira les deux voitures les plus vendues en Irlande : l'Escort et la Cortina. Ces deux modèles représentaient alors 75 % des ventes de Ford en Irlande. L'usine de Cork a fermé en 1984.

### Grève des machinistes couturières Ford (1968)
La grève des machinistes couturières Ford de 1968 a été un conflit historique concernant les relations de travail Royaume-Uni. La grève a commencé le 7 juin 1968, lancée par les machinistes couseuses de l'usine de Dagenham suivies par les machinistes de l'usine Halewood Body & Assembly. Ces ouvrières fabriquaient les housses des sièges des voitures et leur grève a conduit à un arrêt de toute la production automobile. Les couturières de Dagenham se sont mises en grève lorsque, dans le cadre d'un projet de reclassement, elles ont été informées que leurs emplois étaient classés dans la catégorie B : production moins qualifiée, au lieu de la catégorie C : production plus qualifiée, et qu'elles seraient payées 15 % de moins que les hommes.
La grève a pris fin après trois semaines, à la suite de l'intervention de Barbara Castle, secrétaire d'État à l'Emploi et à la Productivité. L'accord négocié a immédiatement augmenté mais est resté inférieur de 8% à celui des hommes. Cet écart a été réduit à zéro pour la catégorie B, l'année suivante.

## Véhicules utilitaires

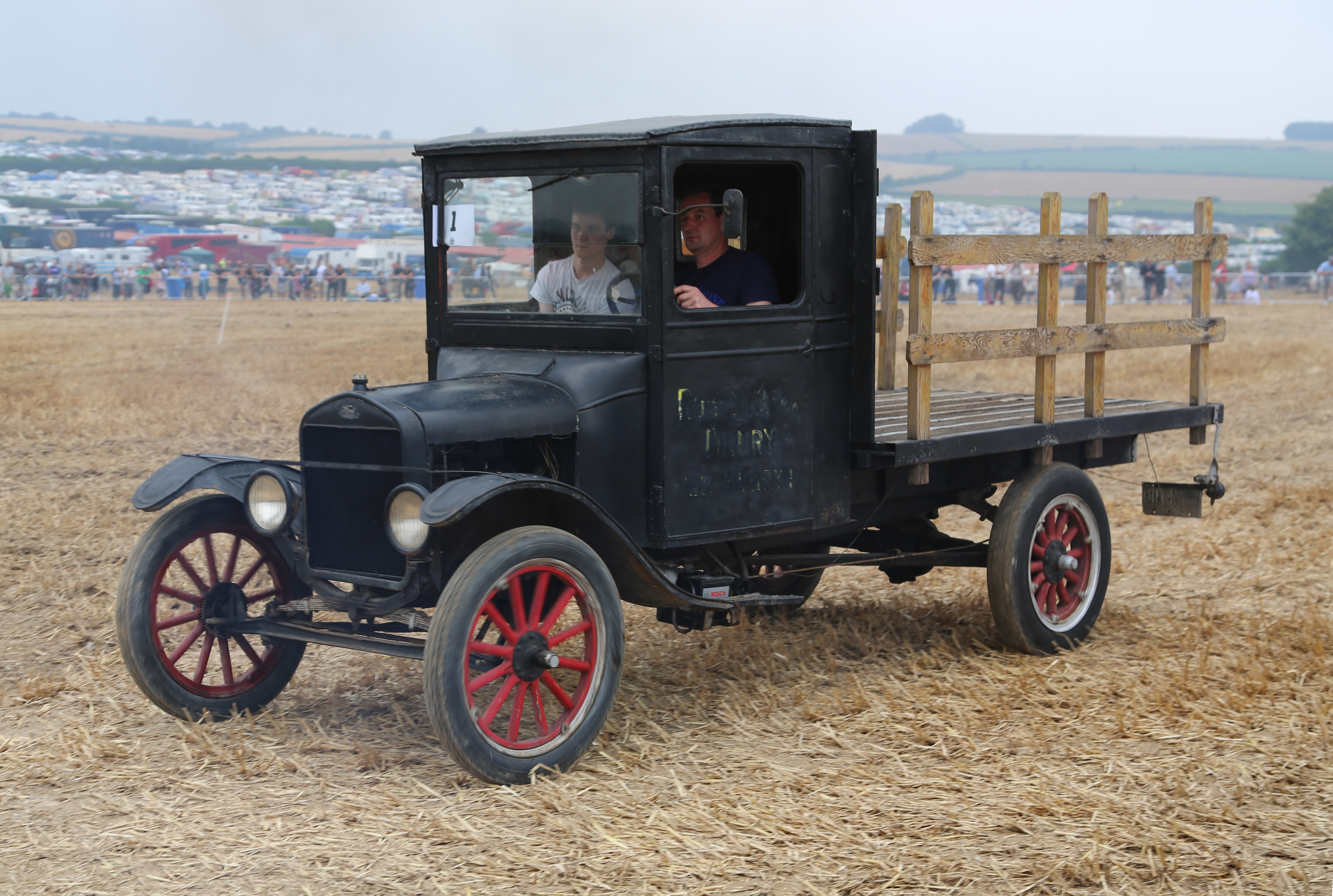
Ford TT (1925) - charge utile : 910 kg / 24 km/h

Ford a débuté la fabrication de véhicules utilitaires à partir de 1917 avec le TT. De 1933 à 1939, ces véhicules ont porté le badge Fordson remplacé par Fordson Thames jusqu'en 1957, puis simplement Thames. À partir de 1965, ils ont été badgés Ford. Après la fermeture de l'usine de Trafford Park, la plupart des modèles ont été construits à Langley. La division poids lourds a été vendue au groupe italien IVECO en 1986 qui a commercialisé ses modèles sous le badge IVECO Ford jusqu'à la fermeture de l'usine de Langley en 1997. La division véhicules utilitaires est restée sous la bannière Ford avec comme seul modèle le Transit.

## 2013: Fin de la production
Le mercredi 26 juillet 2013 à midi, Ford Royaume-Uni a mis fin à plus de 100 ans de fabrication de véhicules, avec la fin de l'assemblage des fourgonnettes Transit IV, dont la fabrication de la nouvelle génération Transit V a été transférée à l'usine de Ford Otosan en Turquie. En 2013, l'usine Ford de Southampton avait produit 28 000 camionnettes, soit à peine un tiers de l'année 2007.

## Présidents
- Percival Perry (1928–1948), également directeur général (1928–1948)
- Roland Kitson (1948–1956),
- Patrick Hennessy (1956-1968), également directeur général (1948-1968)

## Ford Europe
Ford Europe a été créée en 1967 par la fusion des filiales britannique Ford Motor Company Limited et allemande Ford-Werke GmbH.

## Modèles
Liste des modèles fabriqués au Royaume-Uni avec la période de production. Certains modèles dont la production a été arrêtée ont continué à être fabriqués en Allemagne et importés.

### Voitures de tourisme
- Ford T (1911–1927)
- Ford A (1927-1931)
- Ford B (1932–1934)
- Ford Model Y (1932-1937)
- Ford 7Y (1938-1939)
- Ford Model C Ten (1934-1937)
- Ford 7W (1937–1938)
- Ford Anglia (1939-1967)
- Ford Prefect (1938-1961)
- Ford Pilot V8 (1947–1951)
- Ford Consul (1951-1962)
- Ford Zéphyr/Zodiac/Executive (1950-1972)
- Ford Popular (1953-1962)
- Ford Escort / Squire (1955-1961)
- Ford Consul Classic (1961-1963)
- Ford Consul Capri (1961-1964)
- Ford Cortina (1962-1982)
- Ford Corsair (1963-1970)
- Ford Escort (1967–2002)
- Ford Capri (1969-1976)
- Ford Granada (1972–1976)
- Ford Fiesta (1976-2002)
- Ford Sierra (1982–1993)
- Ford Orion (1983–1993)

### Véhicules utilitaires / camions
- Tracteur Fordson (1917-1964)
- Ford TT camion 1 tonne (1917–1928)
- Ford AA camion 500 kg (1927–1932)
- Ford BB (1932–1934)
- Ford Y fourgonnette (1932-1937)
- Fordson E61 & E62 (1935-1939)
- Fordson E83W Fourgonnette et pick-up (1938–1957)
- Fordson WOT série de camions militaires (1939-1945)
- Fordson E04C (1945–1948)
- Fordson E494C (1948–1954)
- Ford Thames 300E fourgonnette (1954-1961)
- Ford Thames 400E fourgonnette (1957-1965)
- Thames 307E voiture commerciale (1961-1967)
- Thames Trader (1957-1965)
- Ford H (1962–)
- Ford K (renommé Trader) (1965–)
- Ford Transit (1965-2013)
- Ford série A (1973-1983)
- Ford série D (1965-1981) - connu comme Ford série N (1973-1981) en Allemagne
- Ford série R (1965-1986) - châssis d'autobus/autocars
- Ford Transcontinental (1974-1984)
- Ford Cargo (1981–1993)

### Voitures de sport / courses
- Ford GT40 (1966-1968) - 105 ex
- Ford GT70 (1970–1973) - 6 ex